# Martin Angha
Martin Yves Angha-Lötscher (* 22. Januar 1994 in Zürich) ist ein Schweizer Fussballspieler mit kongolesischen Wurzeln.

## Karriere

### Vereine
Martin Angha wurde in Zürich geboren, seine Mutter ist Schweizerin, und sein Vater stammt aus dem Kongo. Das Fussballspielen begann er zuerst beim Grasshopper Club Zürich, mit neun Jahren ging er aber an die Fussballakademie des FC Zürich.
Bei einem Jugendturnier in der Schweiz spielte er 2007 mit seinem Team gegen die Jugendmannschaft des FC Arsenal. Anschliessend erhielt er von dem englischen Traditionsclub eine Einladung zum Probetraining. Die Londoner erklärten, ihn verpflichten zu wollen. Erst in der Winterpause der Saison 2009/10 wechselte er mit Erreichen des 16. Lebensjahrs in die Jugendakademie des FC Arsenal. Im Frühjahr 2010 hatte er seine ersten Einsätze für die U-21-Mannschaft des Vereins in der Premier Reserve League. Im Jahr darauf konnte er noch nicht richtig Anschluss finden, und erst gegen Saisonende hatte er seinen ersten Einsatz über die volle Spielzeit. Dafür schaffte er im Jahr darauf den Durchbruch im Nachwuchs der Gunners und spielte als einziger Spieler in allen 22 Partien der Saison. Der damals 18-Jährige hatte in diesem Jahr bereits einen Vertrag, der auch für das Profiteam des FC Arsenal gültig war, seinen ersten Einsatz in der ersten Mannschaft hatte er aber erst am 26. September 2012 im League Cup gegen Coventry City. Wenig später, am 4. Dezember 2012, durfte er dann sogar in der UEFA Champions League in den Schlussminuten der Partie gegen Olympiakos Piräus auf den Platz. In der Premier League kam er jedoch nicht zum Zug, und auch die Saison mit der U-21-Mannschaft verlief nicht ganz so erfolgreich wie im Jahr davor. Da der Vertrag von Angha mit Ende der Spielzeit 2012/13 auslief, konnte er ablösefrei wechseln. Er entschloss sich zu einem Wechsel, da er in London keine unmittelbare Chance auf regelmässige Profieinsätze sah.
Anfang April 2013 unterschrieb er beim Bundesligisten 1. FC Nürnberg einen Vertrag über vier Jahre bis zum 30. Juni 2017. In seiner ersten Saison stand er ab dem fünften Spieltag regelmässig im Profikader und kam bereits am 21. September 2013 zu einem Kurzeinsatz in den Schlussminuten beim 1:1 gegen Borussia Dortmund. Nach dem Trainerwechsel einen Monat später wurde er aber in schwieriger Lage des Vereins für den Rest der Hinrunde nicht mehr berücksichtigt und spielte dafür mehrfach in der zweiten Mannschaft. Zum Rückrundenauftakt sass er dann wieder auf der Bank – auch wegen verletzungsbedingter Ausfälle in der Defensive. Seinen ersten richtigen Bundesligaeinsatz hatte er am 8. Februar 2014, als er in der Partie gegen den FC Bayern München bereits nach zehn Minuten für den schwer verletzten Timothy Chandler auf der rechten Verteidigerposition eingewechselt wurde. Bis zum Saisonende folgten zwölf weitere Spiele. Nach dem Abstieg des Club gehörte er in den ersten drei Partien der Zweitligaspielzeit 2014/15 zum Kader, wurde aber nicht eingewechselt. In der ersten Runde des DFB-Pokals bestritt er sein letztes Spiel im Dress der Franken. Kurz vor dem Ende der Sommertransferperiode unterschrieb er am 30. August einen Dreijahresvertrag beim Ligakonkurrenten TSV 1860 München. Am 14. September 2014 gab er beim 2:1-Auswärtssieg gegen den FC St. Pauli sein Debüt für die Löwen.
Nach nur einer Saison bei Sechzig wechselte er zum Schweizer Erstligisten FC St. Gallen. Nachdem Angha zwei Spielzeiten beim FC St. Gallen verbracht hatte, wechselte er im Tausch für Nicolas Lüchinger zum FC Sion. Dann wechselte er zur Saison 2019/20 in die niederländische Eredivisie und schloss sich Fortuna Sittard an. Dort absolvierte er in drei Jahren insgesamt 85 Pflichtspiele und traf dabei ein Mal. Im Sommer 2022 ging Angha weiter zum Al-Adalah FC in die Saudi Professional League. Im Sommer 2023 wechselte er zum deutschen Zweitliga-Aufsteiger SV Wehen Wiesbaden, den er ein Jahr später auf eigenen Wunsch wieder verliess. Nach kurzer Vereinslosigkeit unterschrieb Angha am 2. Oktober 2024 einen Vertrag beim rumänischen Erstligisten Oțelul Galați.

### Nationalmannschaften
Von 2009 bis 2016 absolvierte Martin Angha insgesamt 48 Partien für diverse Jugendnationalmannschaften der Schweiz und erzielte dabei zwei Treffer.